# Padres de la Patria de la República Dominicana

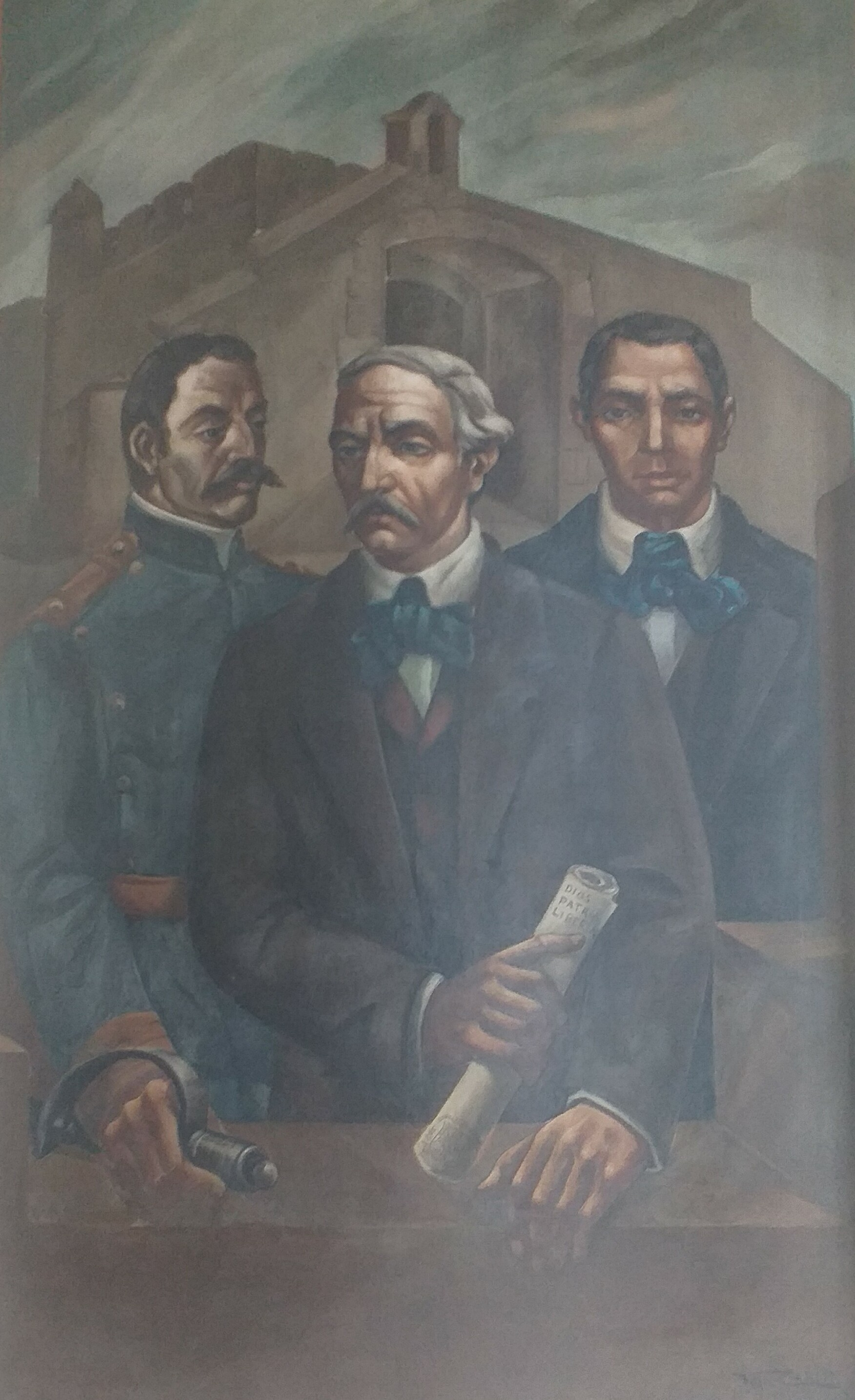
Los Padres de la Patria. Obra de José Vela Zanetti en el Monumento a los Héroes de la Restauración (Santiago).

En la República Dominicana se reconoce como «Padres de la Patria» a los personajes que fueron nombrados en la resolución del Congreso de la República del 11 de abril de 1894 –refrendada por el presidente Ulises Heureaux el 17 de abril del mismo año–, siendo estos Juan Pablo Duarte, Ramón Matías Mella y Francisco del Rosario Sánchez, quienes se les concedió a título póstumo el de Padres de la Patria.
En la República Dominicana, Duarte es conocido por fundar la sociedad secreta la Trinitaria con el firme propósito de que la República Dominicana se independizara de Haití, Mella por lanzar un disparo al momento de declarar la independencia en Santo Domingo y Sánchez por haber izado por primera vez la bandera dominicana.
En otras épocas se les consideró Padres de la Patria de la República Dominicana a figuras como Cristóbal Colón, el descubridor de la isla Española, Juan Sánchez Ramírez, líder de la reconquista de la parte española de Santo Domingo en manos de la Francia napoleónica y primer gobernador y capitán general de Santo Domingo dominicano, el Libertador Pedro Santana, primer presidente constitucional y general en jefe del Ejército del Sur que venció en Azua y Las Carreras, y Rafael Leónidas Trujillo, constructor del Estado dominicano moderno, este último se convirtió oficialmente en Padre de la Patria en vida.
Otras figuras como José Núñez de Cáceres y Gregorio Luperón se les han intentado reconocer como Padres de la Patria.

## La tríada de Duarte, Mella y Sánchez

### Origen del nombramiento

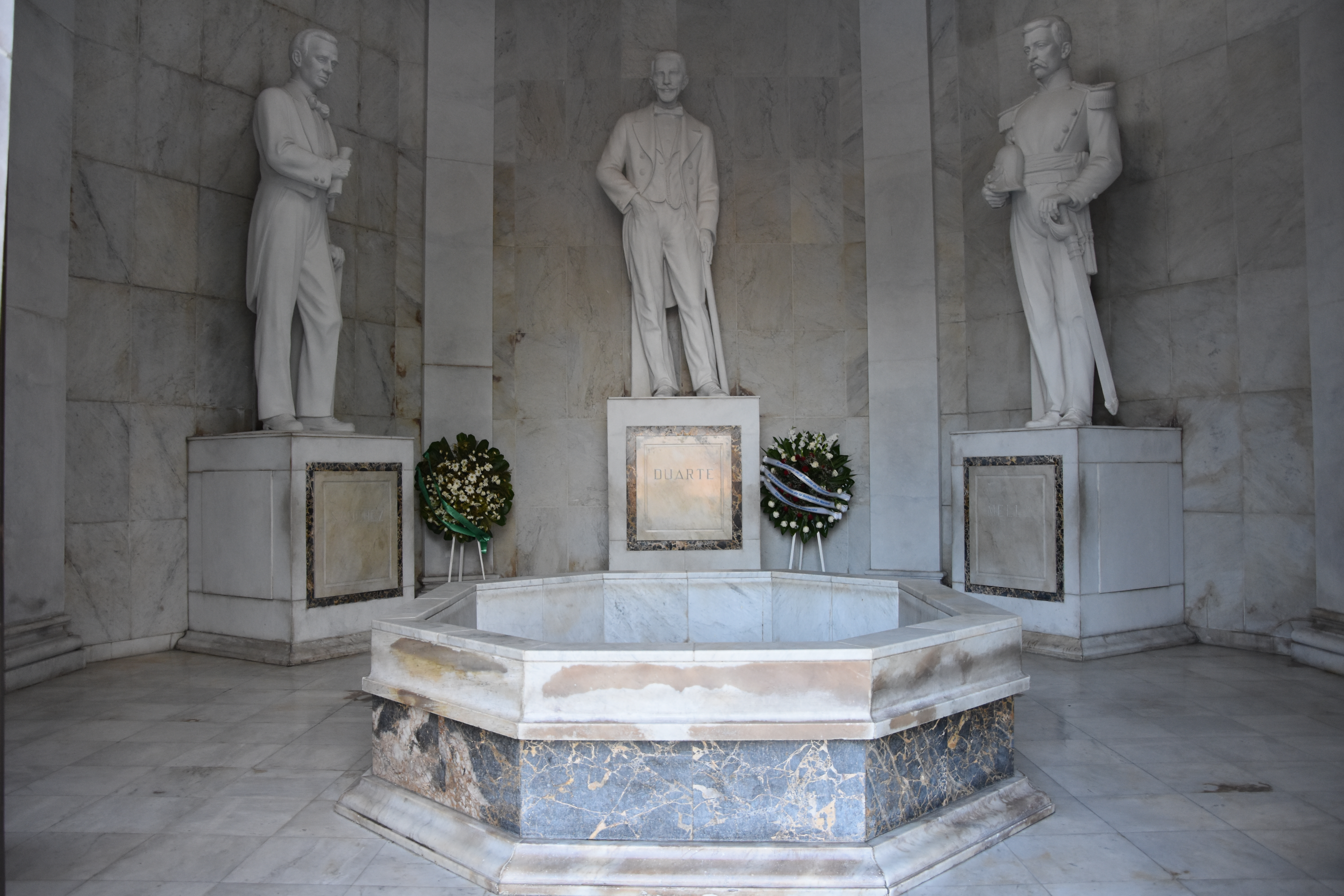
Estatuas de Sánchez, Duarte y Mella en el Altar de la Patria (Santo Domingo).

Poco después del traslado de los restos de Ramón Matías Mella Castillo en 1891 a la Ciudad de Santo Domingo, el Ayuntamiento de la ciudad, que ya había erigido la estatua a Cristóbal Colón, acordó erigirle una a Juan Pablo Duarte y Díez, y para tal fin nombró una Comisión erectora, de la cual formaban parte el arzobispo de Santo Domingo, primado de Indias, Fernando Arturo de Meriño, Emiliano Tejera, Félix María Delmonte y otras personalidades de la burguesía. Para la recaudación de fondos, la Junta pasó una circular a diversos funcionarios y organismos. A esta circular respondió Juan Francisco Sánchez Peña, hijo de Francisco del Rosario Sánchez y funcionario del Gobierno del presidente Ulises Hilarión Heureaux, oponiéndose al propósito, que estimó negador de la «justicia distributiva», y sosteniendo que: «sería más conveniente dejar unidos e igualados en la tumba a los que quisieron ser iguales e inseparables en la vida».
Luego, en otro documento público, Juan Francisco Sánchez insistió en que su padre era, como había declarado la: «sociedad Republicana y el Gobierno, primero en la gloria y el primero en el sacrificio». Al calor de esta actitud, se lanzó una campaña contra la erección de la estatua a Juan Pablo Duarte, realizada de forma anónima a través de artículos publicados en El Teléfono, órgano periodístico al servicio del Gobierno de Ulises Heureaux. La campaña culminó con la negativa del Congreso a dar permiso para erigir la estatua.

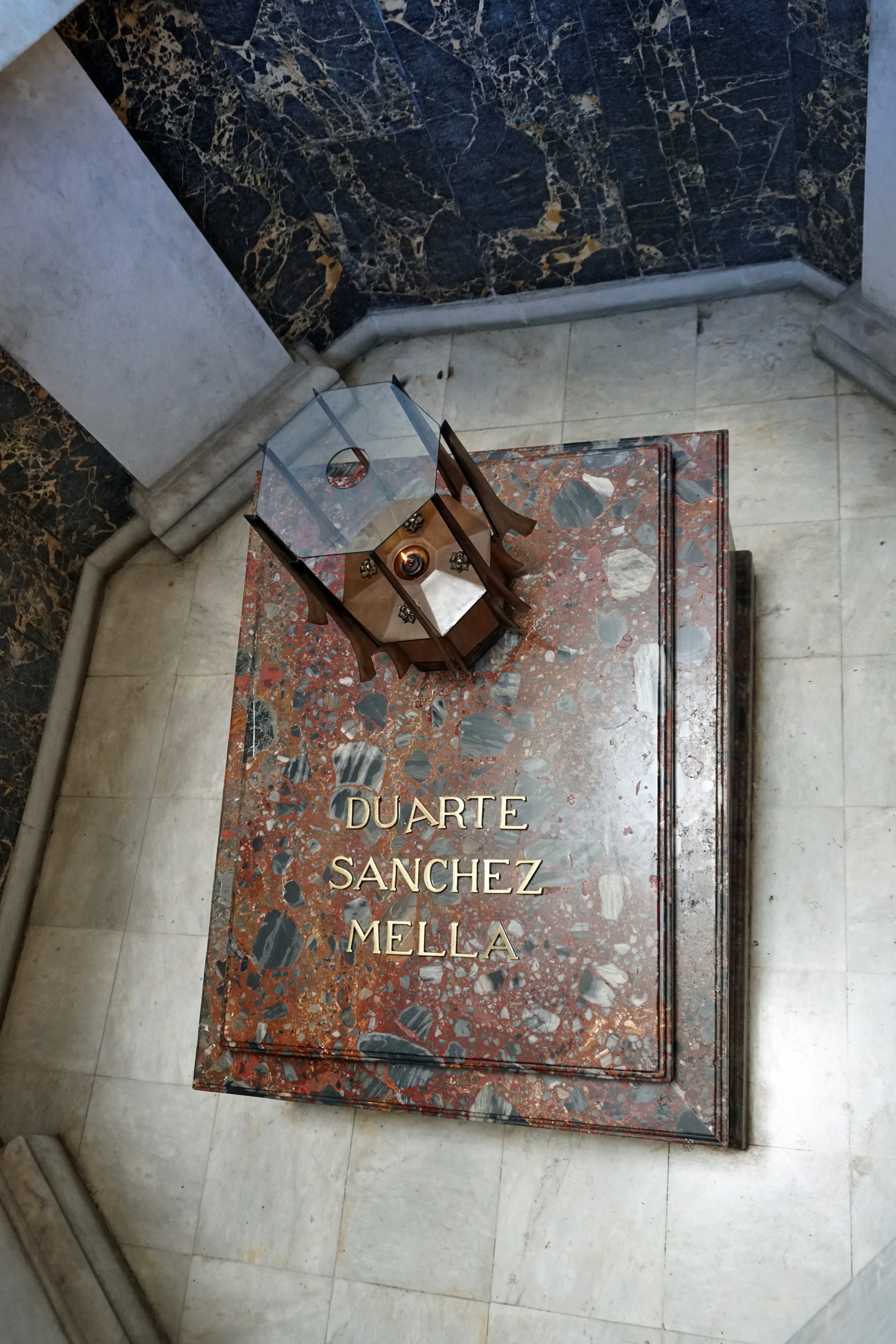
Tumba de Duarte, Sánchez, y Mella en el Altar de la Patria (Santo Domingo).

Más tarde, en la resolución N.º 3392, del 11 del de abril de 1894, el Congreso dispuso galardonar a Juan Duarte, Francisco Sánchez y Ramón Matías Mella con el título póstumo de Padres de la Patria:

“Mella, Duarte y Sánchez merecen, por virtud de la principal participación que tuvieron en la propaganda y realización de la idea redentora, pasar a la posteridad, conservando en ella la personificación del ideal patriótico que confundió a los tres próceres en una aspiración común y única: la de la emancipación política de la familia dominicana, representando también en el cielo de la inmortalidad, no a tres personalidades indivisibles, a imagen de la estrecha unidad de miras y sacrificios que los confundió en la práctica de una misma virtud cívica.”

La resolución fue autorizada por Heureaux el 17 de abril del mismo año. Días después el Congreso dispuso en una nueva resolución el 25 de abril para que se levantasen estatuas de Duarte y Sánchez (Ramón Mella no figura), en la que se decía que no se determinaba primacía entre ellos:

“conceder a la iniciativa individual la facultad de erigir estatuas a los próceres Juan Pablo Duarte y Francisco del Rosario Sánchez, sin que esa autorización determine primacía entre ellos  (...) conceder igual facultad para que puedan realizarse análogas apoteosis en honor de todos los próceres de la Independencia Nacional.”

Sin embargo, a pesar de que esta última resolución igualó a Sánchez con Duarte, ninguneo a Mella. El propósito de erigir una estatua a Duarte quedó estancado hasta principios de 1916, durante la presidencia de Juan Isidro Jimenes.

### Controversia de la tríada

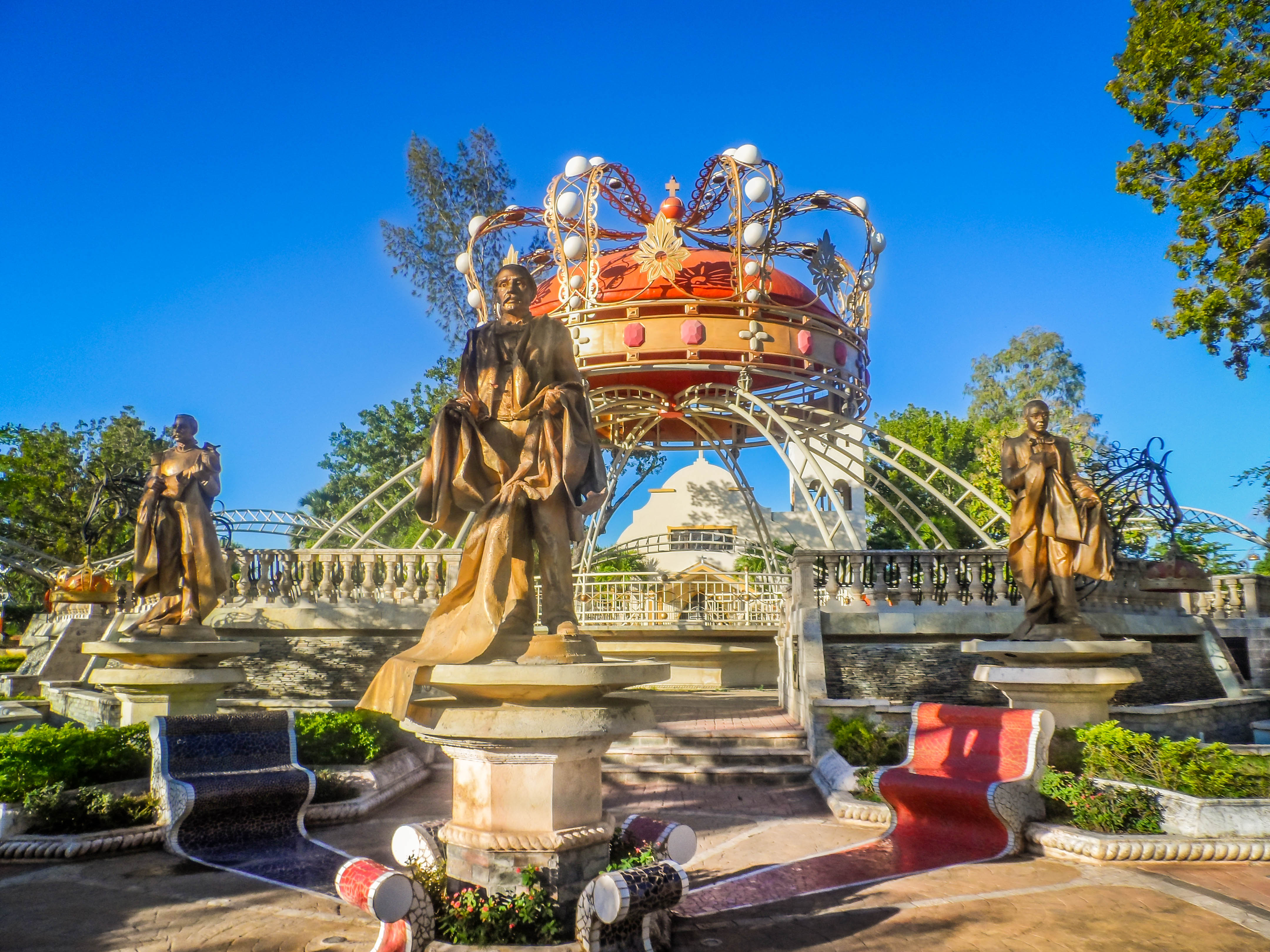
Estatuas de Mella, Duarte y Sánchez en el parque Mercedes de la Rocha y en el fondo la Parroquia Nuestra Señora de Las Mercedes (Hato Mayor).

Durante la Primera República no existe ningún rastro de la tríada. Pasarán veinte años sin que aparezca hasta que en 1867, durante la Segunda República y bajo el Gobierno del presidente José María Cabral, aparece, pero acompañada de Pedro Alejandro Pina y Juan Isidro Pérez. Desde entonces comenzaron a celebrarse durante varios años, diversos actos en los cuales aparecía el binomio de Sánchez y Duarte, y hasta en la Gaceta Oficial se publicaron trabajos con motivo del 27 de febrero de 1844, intitulados Duarte y Sánchez, y a veces como Sánchez y Duarte. Manuel Rodríguez Objío, en una especie de diario histórico dice que el Padre de la Patria es Sánchez.
En 1884 fueron trasladados desde la ciudad de Caracas los restos de Duarte a la Ciudad de Santo Domingo, y a partir de este momento cobró mayor fuerza la propaganda a favor del binomio Duarte y Sánchez (no contaba con Mella).
Desde un principio algunos intelectuales e historiadores se opusieron a la mencionada tríada; la última polémica sobre este tema fue en la revista ¡Ahora!, en 1969, entre los historiadores Juan Isidro Jimenes Grullón, Carlos Sánchez y Sánchez, Ramón Lugo Lovatón, entre otros.
El historiador José Gabriel García, propugnó por Duarte, José Núñez de Cáceres y Albor. Ulises Espaillat, sugiriendo también a Juan Sánchez Ramírez y Pedro Santana Familia como Padres de la Patria. Manuel de Jesús Galván, propuso a Pedro Santana. El hijo de Gabriel García, Alcides García Lluberes estuvo de acuerdo en que fueran Duarte, Tomás Bobadilla y Santana.
El licenciado Rafael Augusto Sánchez planteó que tendrían que ser Sánchez y Santana. El historiador Emilio Rodríguez Demorizi decía que la tríada tarde o temprano sería reducida por la crítica histórica al binomio Duarte y Santana, concordado con esto Manuel Arturo Peña Batlle. Isidro Jimenes Grullón, sostenía que debían ser Duarte y Gregorio Luperón. El historiador Juan Daniel Balcácer opina que deben ser Duarte, Pedro Pina e Isidro Pérez.

## Anteriormente considerados Padres de la Patria

### Rafael Leónidas Trujillo

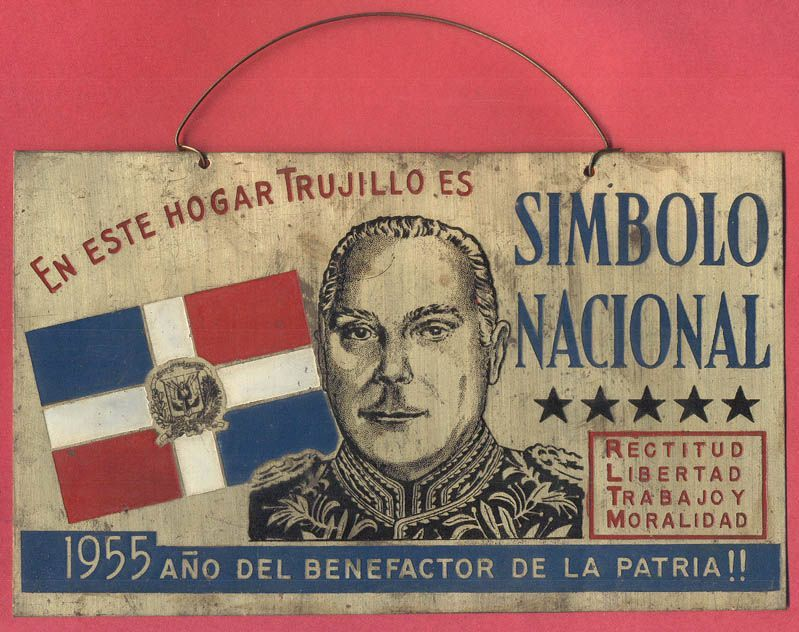
Cartel de propaganda con motivo del 25 aniversario de la Era Trujillo en 1955, para colgar en las paredes de las casas particulares.

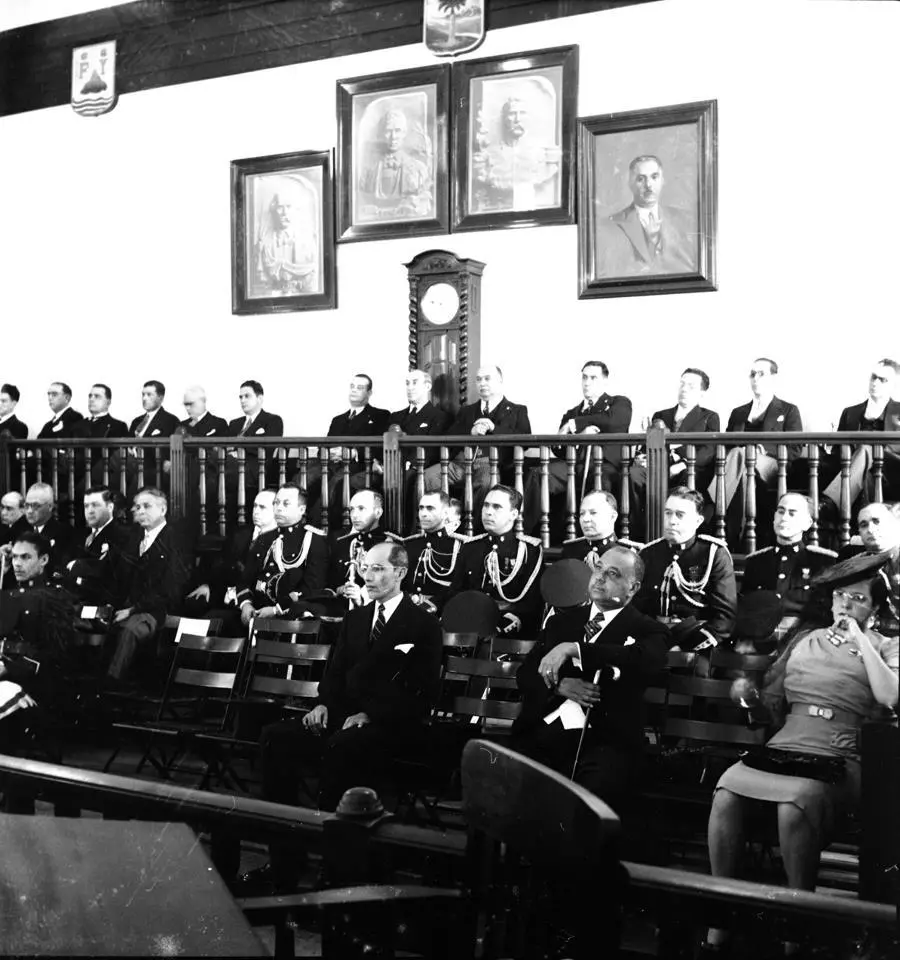
Congreso durante la toma de posesión de Trujillo como presidente de la República Dominicana en 1942. En la pared están los retratos de Duarte, Sánchez, Mella y Trujillo.

Nació en la ciudad de San Cristóbal el 24 de octubre de 1891. Al ocurrir en febrero de 1930 la revuelta que buscaba la renuncia del presidente Horacio Vásquez, Rafael Leónidas Trujillo Molina, quien desempeñaba desde el 22 de junio de 1925 la jefatura del Ejército, no defendió al Gobierno horacista, sirviendo de ayuda a los rebeldes que consiguieron su objetivo sin derramamiento de sangre. Poco después, Rafael Leónidas Trujillo se volvería candidato presidencial y ganaría las elecciones del 16 de mayo de 1930, siendo candidato único debido a que la oposición optaría por el retraimiento. Rápidamente transformó al país en una dictadura de partido único con el Partido Dominicano (operaba dentro como su rama el Partido Trujillista, y se recibiría apoyo externo de Acción Feminista Dominicana), pero no adoptaría las ideas propugnadas por otros regímenes de partido único como el comunista y el fascista, doctrinas consideradas por el presidente Rafael Trujillo ajenas al ambiente dominicano. Su Gobierno autoritario y modernizador se caracterizó por un marcado culto a la personalidad. Ya para 1933 se le concedió título de Benefactor de la Patria y en 1940 el de Restaurador de la Independencia Financiera.
El 17 de octubre de 1936, en la ciudad de Higüey, después de la inauguración de los puentes General Santana y Juan Sánchez Ramírez, le fue otorgado a Trujillo por el arzobispo de Santo Domingo retirado, Adolfo Alejandro Nouel, la espada de Santana. Al ponerse la espada en las manos de Trujillo, Nouel le dijo: «Yo le digo a Ud. ¡Salve Padre de la Patria! Conservad esta espada para que mañana, si es necesario- y Dios no lo quiera- podáis defender la patria de nuestros progenitores». Transcurridos los primeros ocho años del inicio del régimen trujillista, sucede a Trujillo en la presidencia su amigo, Jacinto Peynado, quien le conferiría el 16 de agosto de 1938 los privilegios de que disfruta el presidente y el 11 de octubre del mismo año promulgaría la resolución del Congreso de homenajear a Trujillo durante todos sus cumpleaños el 24 de octubre, día de san Rafael Arcángel. El entonces presidente Manuel de Jesús Troncoso expidió el 7 de noviembre de 1940 la ley que ordenaba colocar los retratos de Duarte, Sánchez y Mella en las oficinas y escuelas públicas junto al de Trujillo.
El 7 de mayo de 1955, año del Benefactor (25 aniversario de la Era de Trujillo), durante la presidencia de su hermano Héctor Bienvenido, este promulgó la ley que le concedía a Rafael el título de Padre de la Patria Nueva. Asimismo, la reforma constitucional de aquel año consagraba a Trujillo como Padre de la Patria Nueva en el artículo 112:

“Se declara que la Era de Trujillo, que comienza el 16 de mayo de 1930, constituye en la Historia Dominicana el periodo en que se consolida la nacionalidad y realiza el pueblo dominicano sus mas legitimas aspiraciones de paz y bienestar económico y social, como resuItado de la obra de gobierno del Generalísimo Doctor Rafael Leónidas Trujillo Molina a quien se Ie consagra solemnemente en esta Constitución el título de honor de Padre de la Patria Nueva que le ha sido otorgado por voto del Congreso de la Republica, en reconocimiento de los eminentes, servicios prestado a la Patria. Asimismo, se consagran como monumentos nacionales, todas las estatuas, bustos y monumentos que Ia gratitud nacional ha levantado o levantare en el porvenir para honrar al Padre de la Patria Nueva o para conmemorar los hechos que determinan la grandeza de la Era de Trujillo.”